# Каракопа
Каракопа́ (каз. Қарақопа) — село у складі Федоровського району Костанайської області Казахстану. Входить до складу Банновського сільського округу.
Населення — 341 особа (2021; 338 у 2009, 387 у 1999, 477 у 1989).